# درخت مرداب
درخت مرداب (نام علمی: Nyssa) نام یک سرده از تیره زغال‌اخته‌ایان است.